# Ingrid Semmingsen
Ingrid Elisabeth Semmingsen (Hamar, 29 de marzo de 1910–Oslo, 31 de mayo de 1995) fue una historiadora y profesora noruega. En 1963 fue la primera profesora en la historia de Noruega, ejerciendo la docencia en la Universidad de Oslo.

## Vida personal
Semmingsen nació en Hamar, siendo hija del teniente coronel Peter Thorvald Gaustad (1878–1949) y de Gudvor Todderud (1884–1956). Fue criada en una granja en Stange. En 1939, contrajo matrimonio con Rolf Ingvar Semmingsen, un burócrata que ejerció como director del Directorio de Precios de Noruega.

## Carrera
Semmingsen obtuvo su título de candidatura en filología en 1935, tras presentar un artículo sobre la clase baja en su natal Hedmark entre 1850 y 1900. Apareció en programas radiales con el cantante popular Alf Prøysen, quién provenía de aquella clase social. Su abuelo y bisabuelo estuvieron involucrados en el movimiento social de Marcus Thrane. Durante un breve período, Ingrid fue miembro del grupo radical Mot Dag.
Posteriormente se enfocó en la historia de Estados Unidos inmigración noruega en Estados Unidos. Su primera publicación fue en 1938 con el artículo Utvandringen til Amerika 1866–1873, el cual fue difundido por la revista Historisk Tidsskrift. En 1946 publicó En verdensmakt blir til. De forente staters historie, con una segunda edición en 1972, y su obra en dos volúmenes, Veien mot vest, fue publicada en 1941 y 1950, respectivamente. El segundo volumen de esta última obra hizo que obtuviera su doctorado en 1951, siendo la primera mujer en obtener dicho título en la historia de Noruega. En 1963, fue designada profesora de historia de los Estados Unidos en la Universidad de Oslo, siendo la primera mujer en ejercer la docencia en Noruega.
En 1968, Semmingsen comenzó a impartir la cátedra de historia general. Durante ese período, enfocó su investigación tanto en la historia de la emigración como en la historia social de Noruega en el siglo XIX. En 1954, publicó Standssamfunnets oppløsning i Norge, y en 1960, Husmannsminner, como resultado de un proyecto realizado en el Museo del Pueblo Noruego. En el campo de la historia de emigración publicó Amerikabrev (1958) y Drøm og dåd. Utvandringen til Amerika (1975). Se retiró en 1978, pero tiempo después, ella fue considerada junto con Odd Lovoll, como una de las principales autoridades en materia de la inmigración noruega en Estados Unidos. El mismo Lovoll ha sido a Semmingsen como su mayor inspiración, y calificó su trabajo como un ''tesoro nacional''.
Semmingsen fue miembro de la Academia Noruega de Ciencias y Letras desde 1952, y recibió títulos honoríficos en la Universidad de Upsala y en el St. Olaf College. También fue miembro adjunta del Comité Noruego de Nobel. Su último artículo fue publicado en 1988, y falleció en 1995 en Oslo.

## Principales obras
- Veien mot vest (Camino hacia el oeste) (2 volúmenes) (1941;1950)
- En verdensmakt blir til. De forente staters historie (Surge una potencia mundial. Historia de los Estados Unidos) (1946)
- Standssamfunnets oppløsning i Norge (1954)
- Amerikabrev (Carta de América) (1958)
- Husmannsminner (Recuerdos de casa)  (1960)
- Drøm og dåd. Utvandringen til Amerika (1975); traducido como Norway to America: A History of the Migration (De Noruega a Estados Unidos: Historia de la Migración) (1980)